# Светско првенство у атлетици на отвореном 2003 — 10.000 метара за жене
Дисциплина 10.000 метара за жене на 9. Светском првенству у атлетици 2003. у Паризу одржано је 23. августа на стадиону Стад де Франс.
Титулу освојену у 2001. у Едмонтону бранила је Дерарту Тулу из Етиопије.

## Земље учеснице
У такмичењу је учествовало 28 такмичарки из 19 земаља.
| 1. Аустралија (1) 2. Етиопија (4) 3. Ирска (1) 4. Јапан (3) 5. Кенија (1) 6. Кина (2) | 1. Летонија (1) 2. Мађарска (1) 3. Мексико (1) 4. Немачка (1) 5. Португалија (1) 6. Румунија (1) | 1. Русија (3) 2. САД (2) 3. Словенија (1) 4. Србија и Црна Гора (1) 5. Украјина (1) 6. Холандија (1) 7. Шпанија (1) |

## Освајачи медаља
| Освајачи медаља |                |             |  |  |  |  |
|                 |                |             |  |  |  |  |
|                 |                |             |  |  |  |  |
|                 |                |             |  |  |  |  |
| Берхане Адере   | Веркнеш Кидане | Јингђе Суен |  |  |  |  |
| Етиопија        | Етиопија       | Кина        |  |  |  |  |

## Рекорди
Списак рекорда у трци на 10.000 метара пре почетка светског првенства 23. августа 2003. године:
| Рекорди пре почетка Светског првенства 2003.  | Рекорди пре почетка Светског првенства 2003. | Рекорди пре почетка Светског првенства 2003. | Рекорди пре почетка Светског првенства 2003. | Рекорди пре почетка Светског првенства 2003. | Рекорди пре почетка Светског првенства 2003. |
| --------------------------------------------- | -------------------------------------------- | -------------------------------------------- | -------------------------------------------- | -------------------------------------------- | -------------------------------------------- |
| Олимпијски рекорд                             | Дерарту Тулу                                 | Етиопија                                     | 30:17,49                                     | Сиднеј, Аустралија                           | 30. септембар 2000.                          |
| Светски рекорд                                | Ванг Ђунсја                                  | Кина                                         | 29:31,78                                     | Пекинг, Кина                                 | 8. септембар 1993.                           |
| Рекорд светских првенстава                    | Гете Вами                                    | Етиопија                                     | 30:24.56                                     | Севиља, Шпанија                              | 26. август 1999.                             |
| Најбољи резултат сезоне                       | Веркнеш Кидане                               | Етиопија                                     | 30:41,40                                     | Пало Алто, САД                               | 7. јун 2003.                                 |
| Афрички рекорд                                | Дерарту Тулу                                 | Етиопија                                     | 30:17,49                                     | Сиднеј, Аустралија                           | 30. септембар 2000.                          |
| Азијски рекорд                                | Ванг Ђунсја                                  | Кина                                         | 29:31,78                                     | Пекинг, Кина                                 | 8. септембар 1993.                           |
| Северноамерички рекорд                        | Дина Кастор                                  | Сједињене Државе                             | 30:50,32                                     | Пало Алто, САД                               | 3. мај 2002.                                 |
| Јужноамерички рекорд                          | Кармен Оливеира                              | Бразил                                       | 31:47,76                                     | Штутгарт, Немачка                            | 21. август 1993.                             |
| Европски рекорд                               | Пола Радклиф                                 | Велика Британија                             | 30:01,09                                     | Минхен, Немачка                              | 6. август 2002.                              |
| Океанијски рекорд                             | Лиса Мартин-Ондиеки                          | Аустралија                                   | 31:11,72                                     | Хелсинки, Финска                             | 30. јун 1992.                                |
| Рекорди остварени на Светском првенству 2003. |                                              |                                              |                                              |                                              |                                              |
| Рекорд светских првенстава                    | Берхане Адере                                | Етиопија                                     | 30:04,18                                     | Париз, Француска                             | 23. август 2003.                             |
| Афрички рекорд                                | Берхане Адере                                | Етиопија                                     | 30:04,18                                     | Париз, Француска                             | 23. август 2003.                             |
| Океанијски рекорд                             | Бенита Вилис-Џонсон                          | Аустралија                                   | 31:00,27                                     | Париз, Француска                             | 23. август 2003.                             |

### Најбољи резултати у 2003. години
Десет најбржих атлетичарки у 2003. години на 10.000 метара, пре почетка светског првенства (23. августа 2003) заузимало је следећи пласман.
| 1.  | Веркнеш Кидане             | Етиопија           | 30:41,40 | 7. јун    |
| 2.  | Галина Богомолова          | Русија             | 30:46,48 | 3. август |
| 3.  | Ала Жиљева                 | Русија             | 30:57,14 | 3. август |
| 4.  | Лидија Григорјева          | Русија             | 30:57,83 | 3. август |
| 5.  | Еџагајеху Дибаба           | Етиопија           | 31:02,72 | 7. јун    |
| 6.  | Фернанда Рибеиро           | Португалија        | 31:13,42 | 12. април |
| 7.  | Адријана Фернандез Миранда | Мексико            | 31:13,75 | 20. мај   |
| 8.  | Лорна Киплагат             | Кенија             | 31:14,28 | 20. јун   |
| 9.  | Берхане Адере              | Етиопија           | 31:15,95 | 30. мај   |
| 10. | Елва Драјер                | Сједињене Државе   | 31:26,88 | 2. мај    |
|     |                            |                    |          |           |
|     | Соња Столић                | Србија и Црна Гора |          |           |

Такмичарке чија су имена подебљана учествовале су на СП.

## Сатница
| Датум            | Време | Коло   |
| ---------------- | ----- | ------ |
| 23. август 2003. | 20:15 | Финале |

## Резултати

### Финале
Такмичење је одржано 23. августа 2003. године у 20:15.,
| Пласман | Атлетичарка             | Земља              | ЛР       | ЛРС      | Резултат | Белешке          |
| ------- | ----------------------- | ------------------ | -------- | -------- | -------- | ---------------- |
|         | Берхане Адере           | Етиопија           | 30:51,30 | 31:15,95 | 30:04,18 | РСП, АФР, НР, ЛР |
|         | Веркнеш Кидане          | Етиопија           | 30:41,40 | 30:41,40 | 30:07,15 | ЛР               |
|         | Јингђе Суен             | Кина               | 30:28,26 | 31:58,36 | 30:07,20 | ЛР               |
| 4.      | Лорна Киплагат          | Холандија          | 31:14,28 | 31:14,28 | 30:12,53 | НР, ЛР           |
| 5.      | Ала Жиљева              | Русија             | 30:57,14 | 30:57,14 | 30:23,07 | НР, ЛР           |
| 6.      | Галина Богомолова       | Русија             | 30:46,48 | 30:46,48 | 30:26,20 | ЛР               |
| 7.      | Хуејна Синг             | Кина               | 31:42,58 | 33:12,05 | 30:31,55 | СРј, ЛР          |
| 8.      | Бенита Вилис            | Аустралија         | 31:28.41 | 31:28,41 | 30:37,68 | ОР, НР, ЛР       |
| 9.      | Еџагајеху Дибаба        | Етиопија           | 31:02,72 | 31:02,72 | 31:01,07 | ЛР               |
| 10.     | Јелена Прокопчука       | Летонија           | 31:17,72 | 32:49,3  | 31:06,14 | НР, ЛР           |
| 11.     | Кајоко Фукуши           | Јапан              | 30:51,81 | 31:47,15 | 31:10,57 | ЛРС              |
| 12.     | Дина Кастор             | САД                | 30:50,32 | 31:28,97 | 31:17,86 | ЛРС              |
| 13.     | Михаела Марија Прундус  | Румунија           | 31:13,96 |          | 31:28,72 | ЛРС              |
| 14.     | Јоко Шибуи              | Јапан              | 30:48,89 | 32:15,88 | 31:42,01 | ЛРС              |
| 15.     | Мегуми Ошима            | Јапан              | 31:42,74 | 31:55,24 | 31:47,00 | ЛРС              |
| 16.     | Лидија Григорјева       | Русија             | 30:57,83 | 30:57,83 | 31:49,41 |                  |
| 17.     | Елва Драјер             | САД                | 31:26,88 | 31:26,88 | 31:59,81 |                  |
| 18.     | Хелена Јаворник         | Словенија          | 31:56,90 | 31:56,90 | 32:01,57 |                  |
| 19.     | Салина Џебет Косгеј     | Кенија             | 31:27,83 | 32:51,4  | 32:09,15 | ЛРС              |
| 20.     | Анико Калович           | Мађарска           | 31:40,31 | 31:12,57 | 32:15,96 |                  |
| 21.     | Соња Столић             | Србија и Црна Гора | 32:00,55 |          | 33:08,87 | ЛРС              |
| 22.     | Наталија Беркут         | Украјина           | 31:22,76 | 32:50,77 | 33:12,84 |                  |
| 24.     | Јесенија Сентено        | Шпанија            | 31:25,33 | 31:25,33 | 33:32,50 |                  |
|         | Фернанда Рибеиро        | Португалија        | 30:22,88 | 31:13,42 | НЗ       |                  |
|         | Сабрина Мокенхаупт      | Немачка            | 32:08,52 | 32:11,95 | НЗ       |                  |
|         | Дерарту Тулу            | Етиопија           | 30:17,49 |          | НЗ       |                  |
|         | Адријана Фернандез      | Мексико            | 31:10,12 | 31:13,75 | НС       |                  |
|         | Мари Давенпорт-Макмахон | Ирска              | 31:59,29 |          | НС       |                  |

### Пролазна времена
| Дистанца | Атлетичарка    | Земља     | Резултат |
| -------- | -------------- | --------- | -------- |
| 1.000 м  | Анико Калович  | Мађарска  | 2:59,62  |
| 2.000 м  | Јингђе Суен    | Кина      | 6:03,41  |
| 3.000 м  | Јингђе Суен    | Кина      | 8:59,93  |
| 4.000 м  | Јингђе Суен    | Кина      | 12:00,16 |
| 5.000 м  | Лорна Киплагат | Холандија | 15:06,53 |
| 6.000 м  | Лорна Киплагат | Холандија | 18:07,25 |
| 7.000 м  | Берхане Адере  | Етиопија  | 21:08,18 |
| 8.000 м  | Веркнеш Кидане | Етиопија  | 24:11,02 |
| 9.000 м  | Лорна Киплагат | Холандија | 27:14,06 |